# Jacksonia rhadinoclada
Jacksonia rhadinoclada är en ärtväxtart som beskrevs av Ferdinand von Mueller. Jacksonia rhadinoclada ingår i släktet Jacksonia och familjen ärtväxter. Inga underarter finns listade i Catalogue of Life.